# Liste kommandierender Generale in Siebenbürgen
Von 1551 bis 1918 gab es kaiserliche Kommandierende Generale in Siebenbürgen, die Position war aber nicht durchgehend besetzt. Es gab sie zunächst im Rahmen des Fürstentums Siebenbürgen, danach in 1741–1745 als kaiserliche, ab 1745 die königlichen und ab 1889 die k. u. k. kommandierenden Generäle.

## 1551 bis 1691
| Amtszeit  | Name                                          | Tod                                            | Letzter Rang                                           |
| --------- | --------------------------------------------- | ---------------------------------------------- | ------------------------------------------------------ |
| 1551–1553 | Johann Baptist Castaldo                       | 1562 in Mailand                                | Markgraf von Cassiano, Königlicher General             |
| 1600–1604 | Georg Basta von Sult                          | 26. August 1607                                | Graf zu Hust, Kaiserlicher Feldobrist, Generalleutnant |
| 1686–1688 | Graf Friedrich Sigismund von Scherffenberg    | 6. September 1688 bei Belgrad                  | Feldmarschall-Lieutenant                               |
| 1687–1688 | Herzog Karl V. von Lothringen und Bar         | 18. April 1690 in Wels                         | Feldmarschall und General-Lieutenant                   |
| 1688      | Graf Antonio Caraffa                          | 6. Mai 1693 in Wien                            | General der Kavallerie, Feldmarschall                  |
| 1688–1689 | Graf Friedrich Ambros von Veterani            | 21. September 1695 gefallen bei Lugosch        | Feldmarschall                                          |
| 1689–1690 | Freiherr Donat Johann Heißler von Heitersheim | 31. August 1696 an seiner Verwundung zu Szeged | Feldmarschall-Lieutenant                               |
| 1690      | Markgraf Ludwig Wilhelm von Baden-Baden       | 4. Januar 1707 in Rastatt                      | Feldmarschall                                          |
| 1690–1691 | Graf Friedrich Ambros von Veterani            | 21. September 1695 gefallen bei Lugosch        | Feldmarschall                                          |

## 1691 bis 1914
Am 4. Dezember 1691 wurde das Leopoldinische Diplom erlassen, der Grundvertrag des Landes mit dem Haus Österreich. 1697 entsagte der unter Leopolds I. Vormundschaft seit 1692 als Fürst amtierende 21-jährige Sohn Apafis, Michael II. Apafi, dem Fürstentum gegen eine Entschädigung. 1699 wurde die Zugehörigkeit Siebenbürgens zu Österreich vom Osmanischen Reich im Frieden von Karlowitz anerkannt.
| Amtszeit  | Name                                                          | Tod                                                                         | Letzter Rang                        |
| --------- | ------------------------------------------------------------- | --------------------------------------------------------------------------- | ----------------------------------- |
| 1691–1695 | Graf Friedrich Ambros von Veterani                            | † 21. September 1695 gefallen bei Lugosch                                   | Feldmarschall                       |
| 1695      | Graf Donat Johann von Heissler                                | 26. August 1696 verwundet bei Olaschin, 31. August 1696 bei Szeged begraben | Feldmarschall                       |
| 1695–1696 | Prinz Karl Thomas Vaudemont von Lothringen                    | 12. Mai 1704 zu Ostiglia am Fieber                                          | Feldmarschall                       |
| 1696–1708 | Graf Johann Ludwig de Bussy                                   | 16. November 1717 in Wien                                                   | Feldmarschall                       |
| 1708–1710 | Freiherr Georg Friedrich von Kriechbaum                       | 14. Februar 1710 zu Hermannstadt                                            | Feld-Zeugmeister                    |
| 1710–1720 | Graf Stephan von Steinville, Marquis de Choiselle             | Oktober 1720 zu Deva begraben, 12. November zu Hermannstadt                 | Feldmarschall                       |
| 1721–1722 | Graf Damian Hugo von Virmont                                  | 30. April 1722 in Hermannstadt                                              | Feldzeugmeister                     |
| 1722–1726 | Graf Karl Fidelis Desiderius von Königsegg                    | 17. Januar 1731 in Copreiniz                                                | General der Kavallerie              |
| 1726–1729 | Graf Johann Karl von Tige                                     | 14. September 1729 in Felvincz in Siebenbürgen                              | General der Kavallerie              |
| 1729–1737 | Graf Franz Paul von Wallis                                    | 18. Oktober 1737 in Hermannstadt                                            | Feld Zeugmeister                    |
| 1737–1741 | Fürst Johann Georg Christian von Lobkowitz                    | 4. Oktober 1755 in Wien                                                     | Feldmarschall                       |
| 1741–1747 | Graf Theobald Martin Czernin von Chudenitz                    | 3. Juni 1755                                                                | General der Kavallerie              |
| 1747–1748 | Graf Otto Ferdinand von Abensberg und Traun                   | 18. Februar 1748 zu Hermannstadt                                            | Feldmarschall                       |
| 1748–1749 | Graf Joseph Anton von Plaz                                    | 17. Juli 1767 zu Salzburg                                                   | Feld-Zeugmeister                    |
| 1749–1751 | Graf Maximilian Ulysses Browne (Broune de Camus et Mountenay) | 26. Juni 1757 zu Prag                                                       | Feldmarschall                       |
| 1751      | Graf Josef von Bernes                                         | 8. Oktober 1751 in Turin                                                    | General der Kavallerie              |
| 1751–1760 | Graf Franz Wenzel von Wallis                                  | 14. Januar 1774 in Wien                                                     | Feldmarschall                       |
| 1760–1761 | Graf Johann Baptist Serbelloni                                | 7. September 1778 in Mailand                                                | Feldmarschall                       |
| 1761–1764 | Freiherr Adolf Nikolaus von Buccow                            | 18. Mai 1764 in Hermannstadt                                                | General der Kavallerie              |
| 1764–1767 | Graf Andreas Hadik von Futak                                  | 12. März 1790 in Wien                                                       | Feldmarschall                       |
| 1767–1771 | Karl O’Donell von Tyrconell                                   | 26. März 1771 in Wien                                                       | General der Kavallerie              |
| 1771–1784 | Freiherr Johann Franz von Preiss (Preyss)                     | 17. Januar 1797 in Eisenstadt                                               | Feld-Zeugmeister                    |
| 1784–1788 | Graf Dominik Fabris de Santo Tomiotti Conte di Cassano        | 14. Januar 1789 in Hermannstadt                                             | Feld-Zeugmeister                    |
| 1788–1789 | Freiherr Johann Christani von Rall (Raal)                     | 2. August 1796 in Hermannstadt                                              | Feldmarschall-Lieutenant            |
| 1789–1790 | Fürst Friedrich Wilhelm zu Hohenlohe-Kirchberg                | 10. August 1796 in Prag                                                     | Feld-Zeugmeister                    |
| 1790      | Freiherr Johann Cristani von Rall                             | 2. August 1796 in Hermannstadt                                              | Feldmarschall-Lieutenant            |
| 1790–1806 | Graf Joseph Anton Franz von Mittrowsky                        | 2. März 1808 in Paskau in Mähren                                            | Feld Zeugmeister                    |
| 1806–1811 | Graf Vinzenz von Kolowrat-Liebsteinsky                        | 7. Dezember 1824 in Wien                                                    | Feld-Zeugmeister                    |
| 1811–1814 | Freiherr Josef Stipsicz zu Ternova                            | 16. September 1831 in Wien                                                  | General der Kavallerie              |
| 1814–1820 | Freiherr Michael von Kienmayer                                | 28. Oktober 1828 in Wien                                                    | General der Kavallerie              |
| 1820–1827 | Freiherr Emanuel Schustekh von Hervé                          | 2. Juni 1827 zu Hermannstadt                                                | Feldmarschall-Lieutenant            |
| 1827–1830 | Freiherr Johann Friedrich von Mohr                            | 13. Februar 1847 in Sevigliano bei Palmanova                                | General der Kavallerie              |
| 1830–1831 | Graf Ignaz von Hardeg-Glatz und im Machlande                  | 17. Februar 1848 in Wien                                                    | Genera der Kavallerie               |
| 1831–1833 | Graf Leopold von Rothkirch und Panthen                        | 29. März 1839 in Wien                                                       | Feldmarschall-Lieutenant            |
| 1833–1834 | Graf Emmanuel von Mensdorff-Pouilly                           | 28. Juni 1852 zu Wien                                                       | General der Kavallerie              |
| 1834–1846 | Freiherr Paul von Wernhardt                                   | 13. September 1846 in Wien                                                  | General der Kavallerie (ad honores) |
| 1846–1849 | Freiherr Anton von Puchner                                    | 28. Dezember 1852 in Wien                                                   | General der Kavallerie              |
| 1849      | Graf Eduard von Clam-Gallas                                   | 17. März 1891 in Wien                                                       | General der Kavallerie              |
| 1849–1851 | Freiherr Ludwig von Wohlgemuth                                | 18. April 1851 in Pest                                                      | Feldmarschall-Lieutenant            |
| 1851–1858 | Fürst Karl Philipp Borromäus zu Schwarzenberg                 | 25. Juni 1858 in Wien                                                       | Feld Zeugmeister                    |
| 1858–1861 | Fürst Friedrich von und zu Liechtenstein                      | 1. Mai 1885 in Wien                                                         | General der Kavallerie              |
| 1861–1866 | Fürst Wilhelm Albrecht von Montenuovo                         | 6. April 1895 in Wien                                                       | General der Kavallerie              |
| 1866–1869 | Freiherr Wilhelm Ramming von Riedkirchen                      | 1. Juni 1876 in Karlsbad                                                    | Feld-Zeugmeister                    |
| 1869      | Freiherr Gabriel von Rodich                                   | 21. Mai 1890 in Wien                                                        | Feld Zeugmeister                    |
| 1870–1878 | Freiherr Josef von Ringelsheim                                | 2. Juni 1893 in Graz                                                        | Feld-Zeugmeister                    |
| 1878–1882 | Freiherr Ferdinand von Bauer                                  | 22. Juli 1893 in Wien                                                       | Feld-Zeugmeister                    |
| 1882      | Freiherr Johann von Appel                                     | 7. September 1906 in Gradisca                                               | General der Kavallerie              |
| 1882–1888 | Freiherr Anton von Schönfeld                                  | 7. Januar 1898 in Wien                                                      | Feld-Zeugmeister                    |
| 1888–1893 | Freiherr Anton Szveteney de Nagy-Ohay                         | 30. Oktober 1893 in Hermannstadt                                            | Feld-Zeugmeister                    |
| 1893–1896 | Theodor Galgóczy de Galantha                                  | 18. November 1913 in Graz                                                   | General der Infanterie              |
| 1905–1911 | Josef Gaudernak von Kis-Demeter                               | 25. Februar 1924 in Budapest                                                | General der Kavallerie              |
| 1911–1914 | Hermann Kövess von Kövesshaza                                 | 22. September 1924 in Wien                                                  | Feldmarschall                       |

## Militärkommandanten von 1914 bis 1918
Die Militärkommandanten in Hermannstadt während des Ersten Weltkrieges 1914–1918 (zeitweilig vom 28. August 1916 bis 19. Januar 1917 amtierte das Militärkommando in Klausenburg und Debrezin).
| Amtszeit                              | Name                                      | Tod                       | Letzter Rang                                                     |
| ------------------------------------- | ----------------------------------------- | ------------------------- | ---------------------------------------------------------------- |
| 10. August 1914 – 14. Oktober 1914    | Franz Ritter Schreitter von Schwarzenfeld | 30. Mai 1919              | General der Infanterie mit Titel und Charakter                   |
| 14. Oktober 1914 – 31. Dezember 1914  | Ernst Mattanović                          | 23. Dezember 1937 in Wien | Feldmarschall-Lieutenant mit Titel und Charakter des Ruhestandes |
| 1. Januar 1915 – 10. November 1917    | Viktor Njegovan                           | 1925 in Agram             | General der Infanterie mit Titel und Charakter                   |
| 28. November 1917 – 6. September 1918 | Theodor von Hordt                         | 9. Februar 1921 in Prag   | General der Infanterie                                           |
| September 1918                        | Heinrich Goiginger                        | 21. November 1927 in Wien | Feld Zeugmeister                                                 |
| 1. Oktober 1918 – 11. November 1918   | Eduard Plank von Uzsok                    | 16. Juni 1933 in Wien     | Feld Zeugmeister mit Titel und Charakter                         |

| Amtszeit                             | Name                          | Tod                         | Letzter Rang           |
| ------------------------------------ | ----------------------------- | --------------------------- | ---------------------- |
| 10. August 1914 – 20. September 1915 | Hermann Kövess von Kövessháza | 22. September 1924 in Wien  | Feldmarschall          |
| 21. September 1915 – 15. Juli 1917   | Johann Ritter von Henriquez   | 12. Januar 1924 in Budapest | General der Infanterie |
| 15. Juli 1917 – 12. Dezember 1918    | Ingenieur Rudolf von Braun    | 15. April 1920 in Wien      | Feld-Zeugmeister       |